# Faculteitconform getal
Een faculteitconform getal (Eng. factorion) is een natuurlijk getal dat gelijk is aan de som van de faculteiten (de faculteitssom) van zijn cijfers.

## Voorbeelden
In de volgende voorbeelden heten de getallen links de faculteitconforme getallen:
{\displaystyle 1=1!}
{\displaystyle 2=2!}
{\displaystyle 145=1+24+120=1!+4!+5!}

### Opmerking
De getallen 1 en 2 zijn niet te schrijven als een echte som. Om die reden worden 1 en 2 in een enkel geval dan ook niet tot de faculteitconforme getallen gerekend.

## Eigenschap
Het aantal faculteitconforme getallen is eindig. 
Bewijs
Voor een faculteitconform getal {\displaystyle N} (geschreven in het 10-tallig stelsel) dat bestaat uit {\displaystyle n} cijfers, geldt:
{\displaystyle 100\ldots 0\leq N\leq 999\ldots 9}
waarbij in het linkerlid het aantal nullen gelijk is aan {\displaystyle n-1} en in het rechterlid het aantal negens gelijk aan {\displaystyle n}. Of ook:
{\displaystyle {{10}^{n-1}}\leq N\leq n\,\cdot \,9!}
Door berekening is na te gaan dat deze laatste betrekking niet juist is voor {\displaystyle n\geq 8}. Voor {\displaystyle n=8} gaat de laatste relatie namelijk over in
{\displaystyle 10.000.000\leq N\leq 8\,\cdot \,9!=2.903.040}
Het getal in het linkerlid is hier al groter dan het getal in het rechterlid. Voor {\displaystyle n>8} stijgt het linkerlid exponentieel en het rechterlid lineair.
Met andere woorden: een bovengrens voor {\displaystyle N} is het getal {\displaystyle 9.999.999} (zeven negens; {\displaystyle n=7}). Waarmee de eigenschap bewezen is.

### Een kleinere bovengrens
Ook in hetgeen volgt is {\displaystyle N} een faculteitconform getal met {\displaystyle 7} cijfers. Verkleining van de hierboven gevonden bovengrens van {\displaystyle 9.999.999} is in enkele eenvoudige stappen te realiseren.

De faculteitssom van {\displaystyle 9.999.999} is {\displaystyle 7\,\cdot \,9!=2.540.160}. {\displaystyle N} is dus zeker niet groter dan dit getal, waarmee het eerste cijfer van {\displaystyle N} gelijk is aan {\displaystyle 2}, en daarmee is {\displaystyle N\leq 2.999.999}, met als faculteitssom {\displaystyle 2!+6\,\cdot \,9!=2.177.282}. Hieruit blijkt dat het tweede cijfer van {\displaystyle N} een {\displaystyle 1} of een {\displaystyle 0} is (met als eerste cijfer een {\displaystyle 2}) óf het eerste cijfers is een {\displaystyle 1}.

Stel nu dat {\displaystyle N=2.199.999}. De faculteitssom is in dit geval {\displaystyle 2!+1!+5\,\cdot \,9!=1.814.403}, en dat is strijdig met de veronderstelling dat het eerste cijfer van {\displaystyle N} een {\displaystyle 2} is. Dus: het eerste cijfer van {\displaystyle N} is een {\displaystyle 1}.
En daarmee is in ieder geval {\displaystyle N\leq 1.999.999}.

Via een iets ingewikkelder redenering kan zelfs worden aangetoond dat {\displaystyle N\leq 1.499.999}.

### Conclusie
Uit een berekening met een computer toegepast op alle getallen tussen {\displaystyle 10} en {\displaystyle 1.499.999} blijkt dat de enige faculteitconforme getallen (in het 10-tallig stelsel) zijn:
{\displaystyle 1,\ 2,\ 145,\ 40585}
Het getal {\displaystyle 40585} werd in 1964 door computerberekeningen gevonden door Leigh Janes (via directe berekening) en Ron S. Dougherty (door gebruik te maken van zogenoemde derangementen) op het Davidson College (Davidson, North Carolina, USA).

## Benaming
In de Nederlandse wiskundeliteratuur wordt een faculteitconform getal ook wel geldermangetal genoemd, naar de Nederlandse wiskundige en informaticus Henk-Jan Gelderman (geb. 1964). De eerste publicatie in Nederland van de naam "geldermangetal" was op een website in 1998.